# Lager Herbstwald

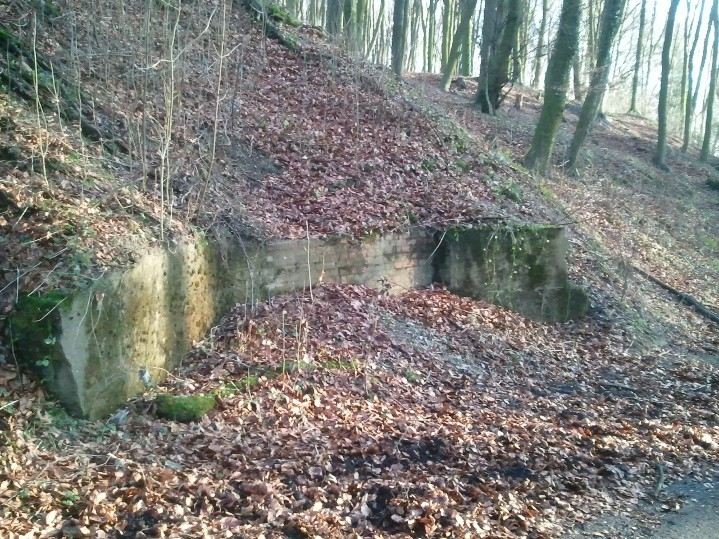
Zugemauerter Bunkereingang

Das Lager Herbstwald war eine Ausweichunterkunft des stellv. Generalkommandos VI Armeekorps – Wehrkreiskommando VI Münster, das im Zweiten Weltkrieg unter dieser Tarnbezeichnung in den Baumbergen errichtet wurde.
Nach den Flächenbombardements der Royal Air Force auf Münster im Juli 1941 wurde der Befehl zur Erkundung einer Ausweichunterkunft außerhalb Münsters gegeben. Als im Jahr 1943 nach einer längeren Pause die Luftangriffe wieder zunahmen und immer schwerere Zerstörungen verursachten, wurde der Entschluss zur Errichtung eines neuen Lagers gefasst. Anfang 1944 wurde in dem Waldgebiet Im Drosteloh in den Baumbergen in der Nähe der damaligen Annette-von-Droste-Hülshoff-Jugendherberge (heute Hotel Steverburg) mit den Bauarbeiten begonnen. Die Baustellen wurden durch Drahtnetze mit Laub gegen die feindliche Luftaufklärung abgeschirmt, ebenso der Aushub aus den Luftschutzstollen und von den Sprengungen.
Am 31. Oktober 1944 wurde nach weiteren schweren Luftangriffen auf Münster die Ausweichunterkunft Baumberge bezogen. Die unterirdischen Räume konnten mehreren hundert Personen Schutz bieten. Auf dem Lagergelände befanden sich acht Großbaracken, zwei Fuhrparkbaracken, eine zentrale Waschbaracke und eine Baracke für Luftwaffenhelferinnen (sog. Mädchenbaracke). Das Lager wurde zuletzt von der 1. Fallschirm-Armee unter General Günther Blumentritt und der Heeresgruppe H unter Generaloberst Johannes Blaskowitz genutzt. Am 30. März 1945 mussten auch diese letzten deutschen Truppen das Lager verlassen. US-amerikanische Einheiten besetzten an diesem Tag die Baumberge-Region und rückten weiter auf Münster vor. Den Alliierten war bis zur Besetzung des Lagergeländes weder durch ihre Luftaufklärung noch durch ihren Geheimdienst die Existenz des Lagers Herbstwald bekannt.

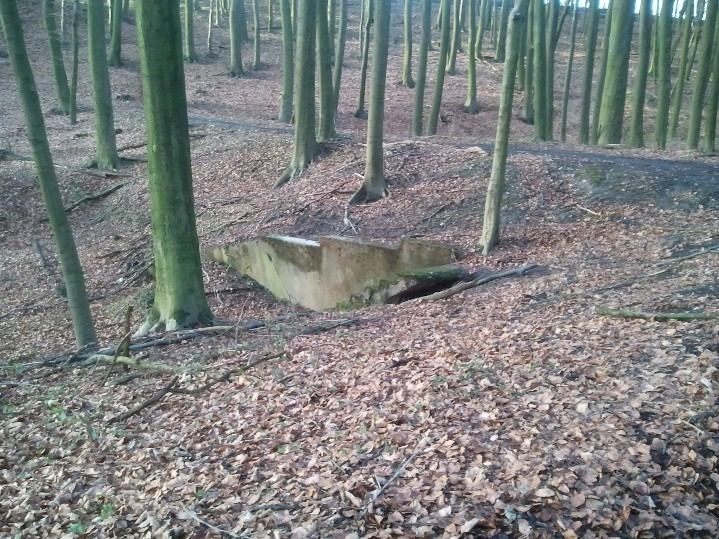
Treppe einer der völlig zerstörten 8 Großbaracken der Bunkeranlage
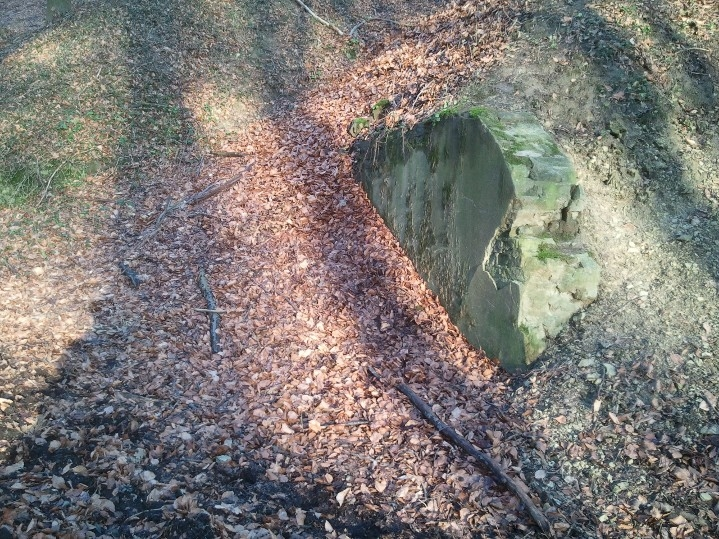
Zugemauerter Bunkereingang
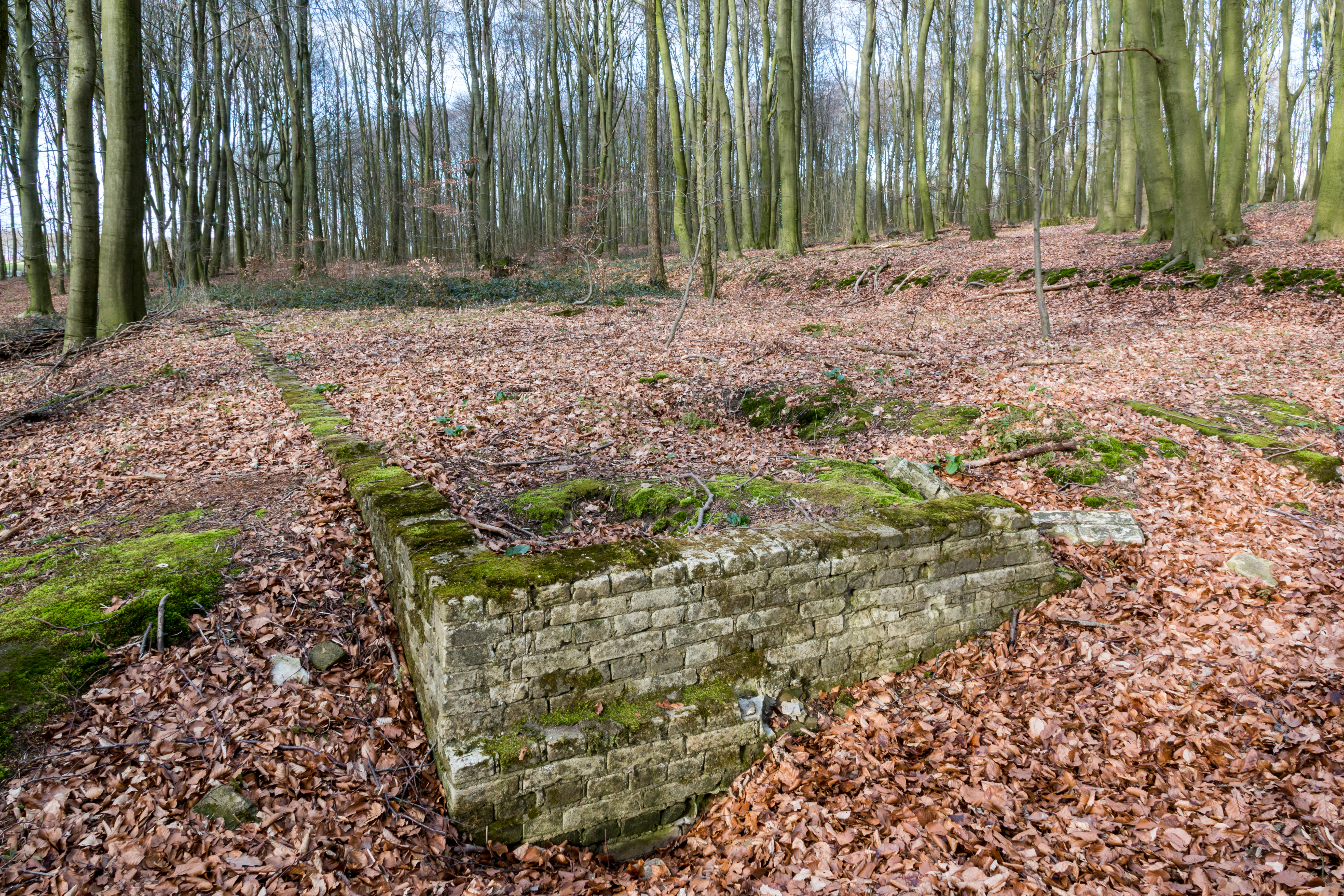
Fundament einer Baracke

Das Lager wurde im Sommer 1945 von bis zu 1450 russischen und polnischen Displaced Persons benutzt. Dabei kam es mitunter zu Übergriffen gegen die einheimische Bevölkerung, so wurde unter anderem ein Gastwirt erschossen. 1948 wurden die unterirdischen Stollen, Gänge und Räume auf Befehl der britischen Besatzungsmacht gesprengt.